# Mariss Jansons
Mariss Ivars Georgs Jansons (Riga, 1943. január 14. – Szentpétervár, 2019. november 30.) lett karmester.

## Élete, munkássága
Jansons 1943-ban Rigában született, amely a második világháború idején német megszállás alatt állt. Szülei zenészek voltak, apja Arvīd Jansons, a Rigai Operaház karmestere, anyja Iraīda Jansons, az opera vezető énekese volt. Az anya, aki zsidó volt, titokban szülte meg gyermekét, majd sikerült kiszöknie vele a rigai gettóból.
A háború után a szülők minden nap bevitték a gyermeket az operába, háromévesen gyakorlatilag az egész napot ott töltötte, nézte a próbákat és az előadásokat. Először az apjától kezdett hegedűt tanulni, majd Riga legjobb zeneiskolájában tanult tovább (Gidon Kremer is ott tanult). 1956-ban Arvīd Jansonst kinevezték a Leningrádi Filharmonikus Zenekar asszisztens karmesterévé, Jevgenyij Mravinszkij mellé. A gyermeknek az iskolában először oroszul kellett megtanulnia, majd 14 éves korában a leningrádi Rimszkij-Korszakov Zeneakadémián karmesteri tanulmányokba kezdett Nyikolaj Rabinovicsnál. Amikor 1968-ban Herbert von Karajan koncerteket adott a Szovjetunióban, egy mesterkurzus keretén belül 12 fiatal karmester közül Mariss Jansonst és Dmitrij Kitajenkót választotta ki a legjobbnak. Meghívta őket Berlinbe, hogy ott tanuljanak, de ez a szovjet időkben nem sikerülhetett. 1969-ben azonban változott a helyzet, néhány hallgatóval együtt kiküldték Bécsbe, hogy Hans Swarowskynál tanuljanak. Jansons ezután Salzburgban, Karajannál folytatta tanulmányait. 1971-ben második díjat nyert a Herbert von Karajan Nemzetközi Karmesterversenyen, és Karajan meghívta asszisztensének, de ezt a szovjet hatóságok nem tették lehetővé.
1973-ban kinevezték a Leningrádi Filharmonikusok társkarmesterévé, majd 1985-ben első karmesterévé. A zenekart számos sikeres turnén vezényelte Európában, Amerikában és Japánban. 1979-ben az Oslói Filharmonikusok művészeti vezetője lett, és szép sikereket ért el a zenekarral, turnéztak és számos figyelemreméltó hangfelvételt készítettek. Norman Lebrecht zenekritikus szerint „Skandinávia legjobb zenekarává tette, valóban csoda volt, amit tett”. 1985-től 1988-ig a BBC Walesi Szimfonikus Zenekarának vendégkarmestere is volt. 1995-ben kinevezték a Szentpétervári Konzervatórium karmester professzorának, miként korábban apját is. 1996-ban, az oslói Bohémélet előadása közben súlyos szívrohamot kapott, majd alig öt hét múlva egy második szívroham következett. Ekkor egy defibrillátort ültettek be a mellkasába. (Apja 1984-ben szívroham következtében hunyt el Manchesterben, ahol a Hallé Zenekart dirigálta.) Az oslói megbízatást 2000-ben felmondta. Közben fokozatosan a nemzetközi figyelem középpontjába került, és több neves zenekarral működött együtt, például 1992-től a Londoni Filharmonikus Zenekarral, amelynek első vendégkarmestere volt, 1994-ben vezényelte a Bécsi Filharmonikusokat a salzburgi fesztiválon. 1997-ben a Pittsburghi Szimfonikus Zenekar vezető karmestere lett Lorin Maazel után. Itt is, mint Oslóban, jelentősen javította a zenekar, illetve előadásaik színvonalát. A pittsburghi megbízatást a 2003–2004-es koncertidény után felmondta, mert kevesebbet akart utazni. 2003-ban elfogadta a Bajor Rádió Szimfonikus Zenekara, majd 2004-ben az amszterdami Royal Concertgebouw Orchestra felkérését. A bajor zenekarral – többszöri hosszabbítás után – 2024-ig tartó szerződést írt alá, de egészségi állapota miatt a Concertgebouw-t a 2015-ös szezon végén elhagyta. A Bécsi Filharmonikusok háromszor is, 2006-ban, 2012-ben és 2016-ban hívták meg hagyományos újévi koncertjükre.

## Művészete
Mariss Jansonst nemzedéke egyik legkiválóbb zenészének ismerte el a szakma, a 21. század elejétől gyakran a legnagyobb élő karmesternek nevezték. Kiváló felvételei, koncertjei és turnéi, valamint számos rádió- és televíziós fellépés révén vált ismertté és kedveltté a közönség előtt világszerte. Stílusában erőteljesen jelen volt a fegyelem és az inspiráció, és miközben rendkívül igényes volt a zenekari játékosokkal szemben, a kapcsolata velük a legkevésbé volt autokratikus vagy fölényes. Vendégként a világ számos nagy zenekarát vezényelte. Észak-Amerikában a Cleveland Orchestra, a Philadelphia Orchestra, a New York Philharmonic Orchestra, a Boston Symphony Orchestra, a Chicago Symphony Orchestra, a Toronto Symphony Orchestra, valamint Baltimore, Los Angeles és Montreal szimfonikus zenekarai. Gyakran vezényelte Európa vezető zenekarait is, köztük a Berlini Filharmonikusokat, a Londoni Filharmonikus Zenekart, a Royal Concertgebouw Zenekart, a Bécsi Filharmonikusokat, a Bécsi Szimfonikus Zenekart, az Izraeli Filharmonikus Zenekart, a Bajor Rádió Szimfonikus Zenekarát és a Zürich Tonhälle Zenekart. 1995 óta évente megjelent a salzburgi fesztiválon az Oslói Filharmonikus Zenekarral, a Szentpétervári Filharmonikus Zenekarral, a Bécsi Filharmonikus Zenekarral és a Pittsburghi Szimfonikus Zenekarral. 2007 októberében az evangélikus Jansons Beethoven 9. szimfóniáját vezényelte XVI. Benedek pápa és 7000 fős hallgatóság előtt a VI. Pál hangversenyteremben. Repertoárja számos zeneszerző műveiből állt össze, többek között Berlioz, Brahms, Dvořák, Saint-Saëns, Csajkovszkij, Wagner, valamint a 20. század klasszikusai, köztük Bartók, Dukas, Honegger, Mahler, Prokofjev, Rachmaninov, Ravel, Respighi, Sosztakovics, Sibelius, Stravinsky és mások szerzeményeiből.
Korai hangfelvételeit főleg a Chandos kiadó jelentette meg, majd 1986-ban az EMI-vel kötött szerződést, a Bajor Rádió Szimfonikus Zenekarával való együttműködése során pedig a zenekar saját kiadója, a BR Klassik adta ki a felvételeiket. Diszkográfiájából kiemelkedik az Oslói Filharmónia Zenekarral felvett Csajkovszkij-szimfóniák teljes sorozata, vagy a Szentpétervári Filharmonikus Zenekarral rögzített teljes Rachmaninov szimfóniaciklus, a Sosztakovics-szimfóniák felvételei különféle zenekarokkal.

## Magánélete
Jansons lett és orosz állampolgársággal rendelkezett. Kétszer nősült. Első feleségétől, Irától született Ilona lánya zongoraművész lett. A házasság az oslói évek alatt ért véget. Második felesége (1976-ban vette el), Irina Outchitel logopédus volt. Jansons 2019 decemberében hunyt el a szentpétervári Tolsztoj-házban lévő otthonában.
2018-ban, 75. születésnapja tiszteletére közös lett-holland fejlesztésű új tulipánfajtát neveztek el róla.

## Díjai, elismerései
- 1971 – A Herbert von Karajan Nemzetközi Karmesterverseny második díja
- 1986 – St. Hallvard-érem (Norvégia)
- 1986 – Oroszország népművésze
- 1993 – Oslo város kulturális díja
- 1995 – Norvég Királyi Érdemrend
- 1999 – A Royal Academy of Music (London) tiszteletbeli tagja
- 2001 – A Gesellschaft der Musikfreunde (Bécs) tiszteletbeli tagja
- 2003 – Hans von Bülow-érem
- 2006 – Három Csillag Érdemrend (Lettország)
- 2006 – MIDEM, Az év művésze
- 2006 – Grammy-díj a legjobb zenekari előadásért (Sosztakovics 13. szimfóniájának felvételéért)
- 2007 – Bajor Érdemrend
- 2007 – Echo Klassik-díj, Az év karmestere
- 2008 – Ausztria Becsület Keresztje a tudományért és a művészetért
- 2010 – Bajor Maximilian Rend a tudományért és a művészetért
- 2013 – Ernst von Siemens zenei díj
- 2013 – Szentpétervárért érdemérem
- 2013 – A Német Szövetségi Köztársaság Nagy Érdemkeresztje Csillaggal
- 2013 – A Holland Oroszlán Rend lovagja
- 2017 – A londoni Royal Philharmonic Society aranyérme
- 2018 – A Berlini Filharmonikusok tiszteletbeli tagja
- 2018 – A Bécsi Filharmonikusok tiszteletbeli tagja
- 2019 – A Salzburgi Tavaszi Fesztivál Herbert von Karajan-díja
- 2019 – Az Opus Klassik életműdíja
- 2020 – Posztumusz Karl Amadeus Hartmann-érem

## Felvételei
Válogatás az AllMusic nyilvántartásából.

| Megjelenés | Tartalom                                                                       | Közreműködők | Kiadó               |
| ---------- | ------------------------------------------------------------------------------ | --- | ------------------- |
| 1985       | Csajkovszkij: 4. szimfónia                                                     | Oslo Philharmonic Orchestra | Chandos             |
| 1986       | Csajkovszkij: 6., „Patetikus” szimfónia                                        | Oslo Philharmonic Orchestra | Chandos             |
| 1988       | Strauss: Till Eulenspiegel vidám csínyei; Stravinsky: Tűzmadár                 | Oslo Philharmonic Orchestra | Simax               |
| 1988       | Prokofjev 5. szimfónia                                                         | Leningrad Philharmonic Orchestra                                                                                                 | Chandos             |
| 1988       | Rachmaninov: 2. szimfónia                                                      | Philharminia Orchestra | Chandos             |
| 1988       | Svendsen: 1. és 2. szimfónia                                                   | Oslo Philharmonic Orchestra | Capitol             |
| 1989       | Muszorgszkij: Egy kiállítás képei, Egy éj a kopár hegyen, Hovanscsina előjáték | Oslo Philharmonic Orchestra | EMI                 |
| 1990       | Bartók: Concerto, Zene húros hangszerekre, ütőkre és cselesztára               | Oslo Philharmonic Orchestra | EMI                 |
| 1990       | Mahler: 2. szimfónia                                                           | Felicity Lott, Hamari Júlia, Oslo Philharmonic Orchestra and Chorus, Latvian State Academic Choir                                | Chandos             |
| 1992       | Wagner: Operanyitányok                                                         | Oslo Philharmonic Orchestra | EMI                 |
| 1992       | Sibelius: Hegedűverseny; Prokofjev: 2. hegedűverseny                           | Frank Peter Zimmermann, Philharmonia Orchestra                                                                                   | EMI                 |
| 1993       | Stravinsky: Tavaszi áldozat, Petruska                                          | Oslo Philharmonic Orchestra | EMI                 |
| 1994       | Honegger: 2. és 3. szimfónia, Pacific 231                                      | Oslo Philharmonic Orchestra | EMI                 |
| 1995       | Sosztakovics: 10. szimfónia, A Halál dalai és táncai                           | Robert Lloyd, Philadelphia Orchestra                                                                                             | EMI                 |
| 1996       | Respighi: Róma kútjai, Róma fenyői, Római ünnepek                              | Oslo Philharmonic Orchestra | EMI                 |
| 1998       | Weill: 3. szimfónia, Hegedűverseny, Mahagonny szvit                            | Frank Peter Zimmermann, Berliner Philharmoniker                                                                                  | EMI                 |
| 1999       | Brahms: 2. és 3. szimfónia                                                     | Oslo Philharmonic Orchestra | Simax               |
| 2002       | Prokofjev, Glazunov, Csajkovszkij: Hegedűversenyek                             | Nikolaj Znaider, Bavarian Radio Symphony Orchestra                                                                               | RCA                 |
| 2003       | Mendelssohn, Bruch: Hegedűversenyek                                            | Midori, Berliner Philharmoniker                                                                                                  | Sony Classical      |
| 2003       | Berlioz: Fantasztikus szimfónia, Római karnevál                                | Royal Concertgebouw Orchestra | EMI                 |
| 2004       | Dvořák: 5. szimfónia, Othello, Scherzo capriccioso                             | Oslo Philharmonic Orchestra | EMI                 |
| 2005       | Csajkovszkij: A diótörő, 1812, Francesca da Rimini, Rómeó és Júlia             | Oslo Philharmonic Orchestra, London Philharmonic Orchestra                                                                       | EMI                 |
| 2005       | Beethoven: 2. szimfónia; Brahms: 2. szimfónia                                  | Royal Concertgebouw Orchestra | RCO Live            |
| 2006       | Neujahrskonzert                                                                | Wiener Philharmoniker | Deutsche Grammophon |
| 2008       | Debussy: A tenger; Dutilleux: L'Arbre des songs; Ravel: La valse               | Dmitrij Szitkoveckij, Royal Concertgebouw Orchestra                                                                              | RCO Live            |
| 2009       | Haydn: B-dúr mise „Harmoniemesse”; 88. szimfónia, D-dúr szimfónia              | Chor und Symphonieorchester des Bayerischen Rundfunks                                                                            | BR Klassik          |
| 2010       | Dvořák: Requiem, 8. szimfónia                                                  | Kraszimira Sztojanova, Fudzsimura Mihoko, Klaus Florian Vogt, Thomas Quasthoff, Wiener Singverein, Royal Concertgebouw Orchestra | RCO Live            |
| 2011       | Schubert: g-moll mise, Szent Cecília mise                                      | Bavarian Radio Chorus, Bavarian Radio Symphony Orchestra                                                                         | BR Klassik          |
| 2013       | Mahler: 8. szimfónia                                                           | Royal Concertgebouw Orchestra | RCO Live            |
| 2013       | Britten: Háborús requiem                                                       | Emily Magee, Mark Promore, Christian Gerhaher, Tölzer Knabenchor, Chor und Symphonieorchester des Bayerischen Rundfunks          | BR Klassik          |
| 2014       | Mozart: Requiem                                                                | Genia Kühmeier, Bernarda Fink, Mark Promore, Gerald Finley, Netherlands Radio Choir, Royal Concertgebouw Orchestra               | RCO Live            |
| 2016       | Bruckner: 9. szimfónia                                                         | Royal Concertgebouw Orchestra | RCO Live            |
| 2018       | Rachmaninov: A harangok, Szimfonikus táncok                                    | Bavarian Radio Chorus, Bavarian Radio Symphony Orchestra                                                                         | BR Klassik          |
| 2019       | Beethoven: C-dúr mise, 3. Leonóra nyitány                                      | Genia Kühmeier, Gerhild, Romberger, Maximilian Schmitt, Luca Pisaroni, Chor und Symphonieorchester des Bayerischen Rundfunks     | BR Klassik          |
| 2019       | Schumann: 1. szimfónia; Schubert: 3. szimfónia                                 | Bavarian Radio Symphony Orchestra                                                                                                | BR Klassik          |
| 2020       | Scsedrin: Carmen szvit; Respighi: Róma fenyői                                  | Bavarian Radio Symphony Orchestra                                                                                                | BR Klassik          |
| 2020       | Saint-Saëns: 3. „Orgona-” szimfónia; Poulenc: Orgonaverseny                    | Iveta Apkalna, Bavarian Radio Symphony Orchestra                                                                                 | BR Klassik          |
| 2020       | Sosztakovics: 5. szimfónia                                                     | Bavarian Radio Symphony Orchestra                                                                                                | BR Klassik          |
| 2020       | Bartók: Concerto; A csodálatos mandarin; Ravel: Daphnis és Chloè               | Bavarian Radio Symphony Orchestra                                                                                                | Sony Classical      |